# Teodoro Cottrau
Teodoro Cottrau ( 7. december 1827 – 30. marts 1879) var italiensk musikforlægger, advokat, politiker, digter og komponist.
Han er i Danmark mest kendt for sangen Santa Lucia, som han har komponeret/transskriberet, men han har skrevet mange andre napolitanske sange[kilde mangler].